# Joachim Schäfer (Autor)
Joachim Schäfer (* 1946) ist ein deutscher Autor politischer Bücher und Journalist.
Schäfer ist seit über 25 Jahren Geschäftsführer des Landesverbandes Nordrhein-Westfalen im Bund der Selbständigen. Gleichzeitig ist er Chefredakteur des Vereinsmagazins Der Selbständige. Am 8. November 1996 gründete Schäfer in Dortmund die Vereinigung Stimme der Mehrheit.

## Werke
- Die Diktatur der Bürokraten: Der Bürger: geknechtet, geknebelt, geschröpft, Wirtschaftsverlag Langen Müller/Herbig 1997.
- Kurswechsel: Stimme der Mehrheit, Universitas 1998.
- Eingetrichtert: Die tägliche Manipulation unserer Kinder im Klassenzimmer (mit Klaus J. Groth), Universitas 1999.
- Keine Experimente: Europäische Fallstricke, Universitas 2000.
- Durchgedreht: Fällt Deutschland unter die Räuber?, Aton Verlag 2005.
- Stigmatisiert: Der Terror der Gutmenschen; verfolgt, verurteilt, verbannt (mit Klaus J. Groth), Aton Verlag 2005.